# Stazione di Ozieri (SFSS)
La stazione di Ozieri delle Strade Ferrate Secondarie della Sardegna era una stazione ferroviaria al servizio del comune di Ozieri, posta lungo la dismessa ferrovia Tirso-Chilivani. Aperta a fine Ottocento e in attività sino a fine anni sessanta, fu la terza stazione in ordine temporale a essere denominata col toponimo del comune logudorese, dopo gli impianti ribattezzati in seguito Ozieri-Chilivani e Ozieri-Fraigas, nonché l'unica attiva nel nucleo cittadino.

## Storia
Le origini della stazione si ricollegano alla necessità di dotare l'abitato di un collegamento ferroviario, dopo che per motivi economici ed orografici durante la costruzione della rete della Compagnia Reale delle Ferrovie Sarde si era preferito tenere le rotaie ad alcuni chilometri da Ozieri, nel cui territorio comunale era stata realizzata la stazione di Chilivani oltre ad una, portante all'epoca il nome del comune, in località Fraigas. Le scelte di tracciato della compagnia furono oggetto di forti proteste da parte delle autorità locali e della popolazione, per cui nell'ambito della realizzazione delle prime ferrovie a scartamento ridotto nell'isola fu deciso di realizzare una linea collegante la stazione di Tirso, sulla costruenda ferrovia Macomer-Nuoro, con la Chilivani, passando per l'abitato di Ozieri in modo da rendere più accessibile alla popolazione lo scalo delle Ferrovie Reali posto più a valle.

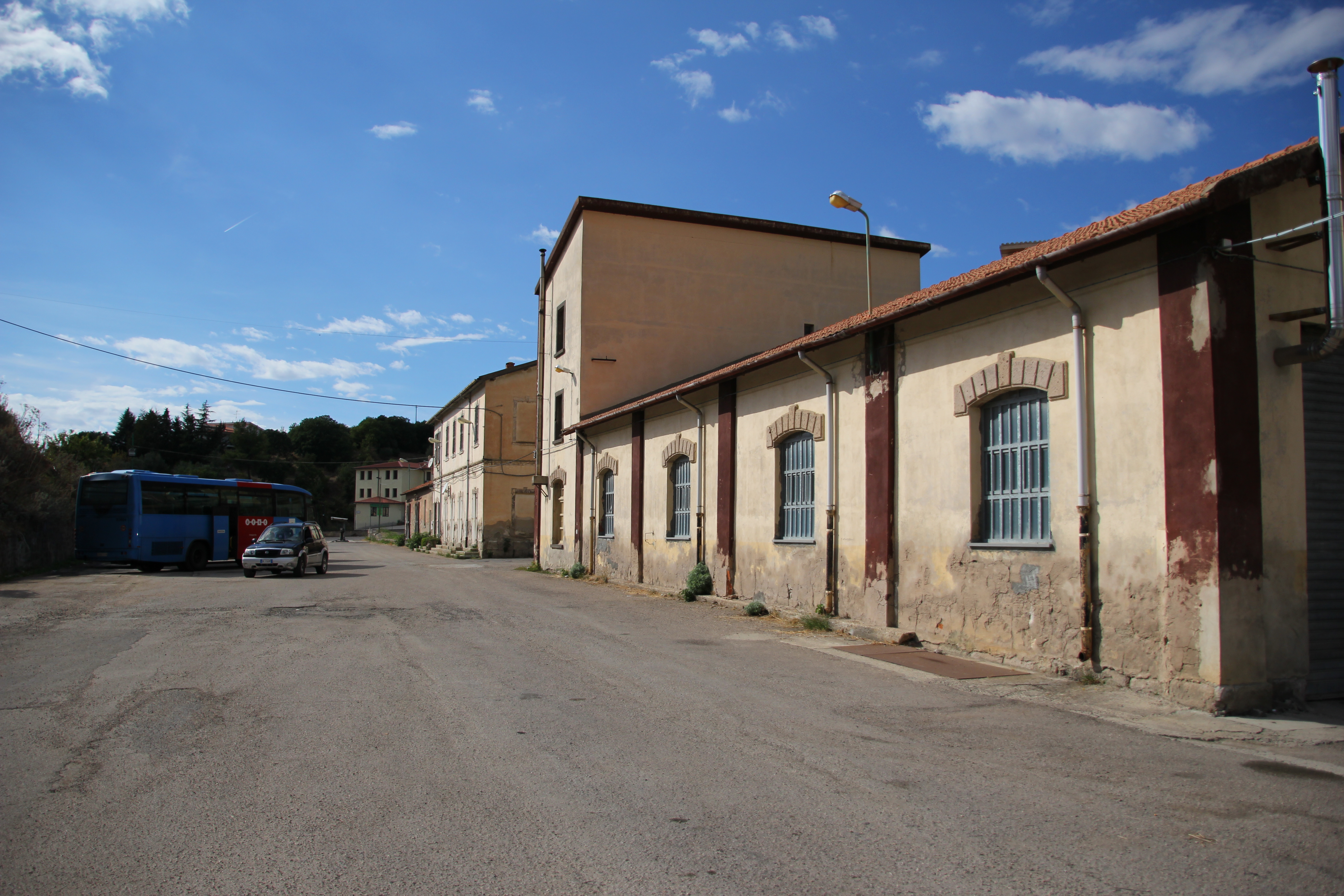
La stazione venne dismessa a fine 1969, venendo riconvertita a deposito per le autolinee delle FCS ed in seguito delle FdS e dell'ARST

I lavori, portati avanti tra la fine degli anni ottanta e l'inizio degli anni novanta dell'Ottocento ad opera delle Strade Ferrate Secondarie della Sardegna, concessionaria della linea, si conclusero nel 1891: il 10 febbraio di quell'anno veniva inaugurato il tronco tra Chilivani e la nuova stazione ferroviaria di Ozieri (la precedente fu ribattezzata nello stesso periodo in Fraigas), che iniziava quindi l'attività in quel frangente. Per poco più di due anni l'impianto fu il capolinea del breve tronco di collegamento tra la città e la principale stazione locale delle Ferrovie Reali; tale condizione terminò il 1º aprile 1893, data a partire dalla quale i treni da Ozieri poterono proseguire verso est sino a giungere poi a Tirso.
Passata alle Ferrovie Complementari della Sardegna nel 1921, la stazione fu chiusa nel secondo dopoguerra dopo la decisione di dismettere la Tirso-Chilivani e di sostituirne le relazioni con autocorse: l'impianto venne utilizzato sino al 31 dicembre 1969, data in cui ferrovia e stazione furono chiuse all'esercizio. Da allora l'impianto fu trasformato in deposito per autobus, dal 2010 di proprietà dell'ARST.

## Strutture e impianti

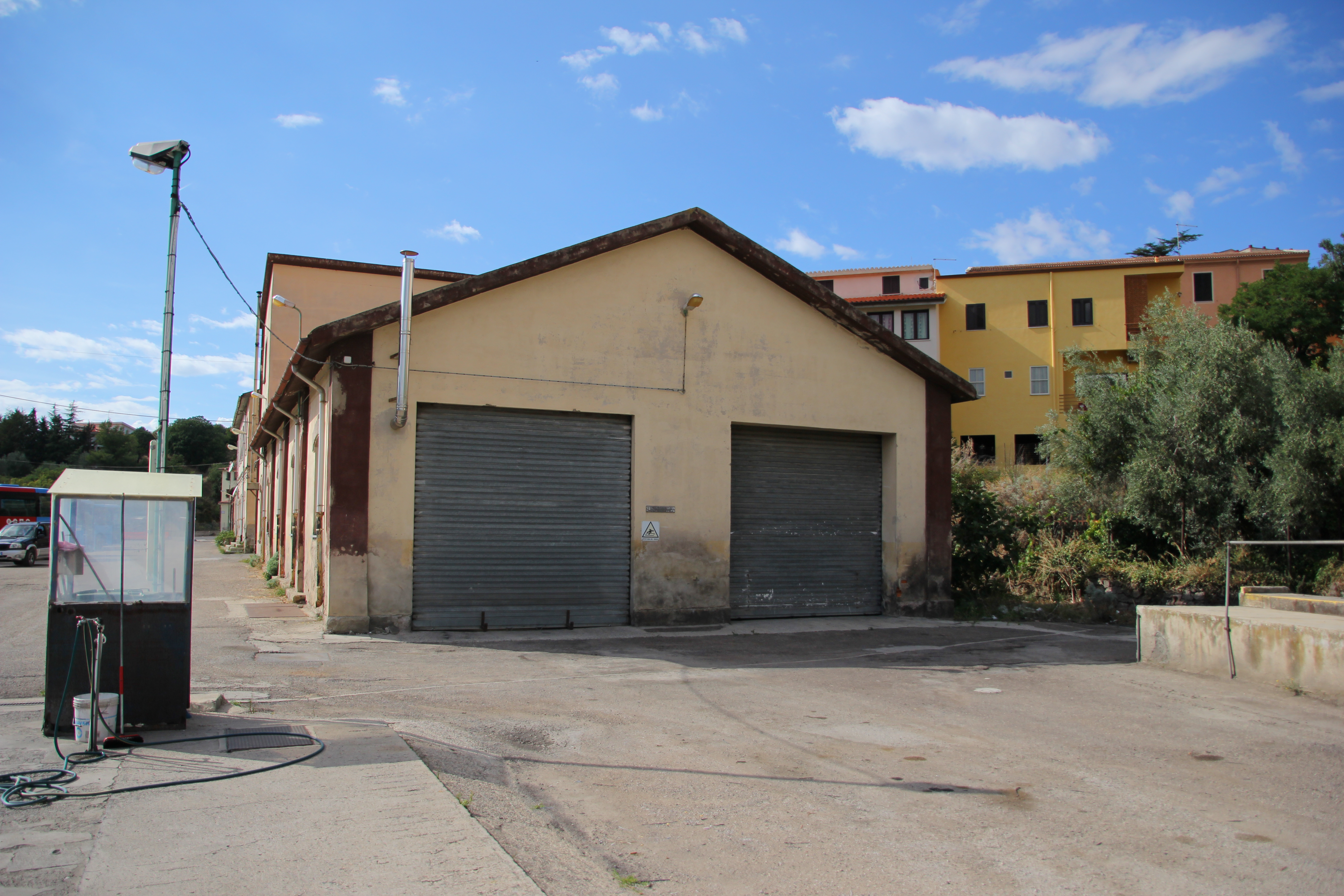
La rimessa locomotive, riconvertita dopo la chiusura della ferrovia ad analoga infrastruttura per autobus

La stazione di Ozieri dopo la dismissione è stata completamente disarmata e privata dell'infrastruttura ferroviaria, venendo riconvertita a deposito per gli autobus impiegati dalle concessionarie delle linee a scartamento ridotto sarde succedutesi nel corso degli anni, ultima delle quali l'ARST.
Con la ferrovia in attività lo scalo presentava configurazione di stazione passante, ed era dotato complessivamente di sei binari a scartamento da 950 mm: di essi tre costituivano il fascio impiegato per il servizio viaggiatori, con il primo binario passante dotato di banchina ed il secondo di corsa; il terzo binario (anch'esso passante) era dotato di un prolungamento in direzione Chilivani, che aveva termine subito prima del passaggio a livello che attraversava la SS 128.

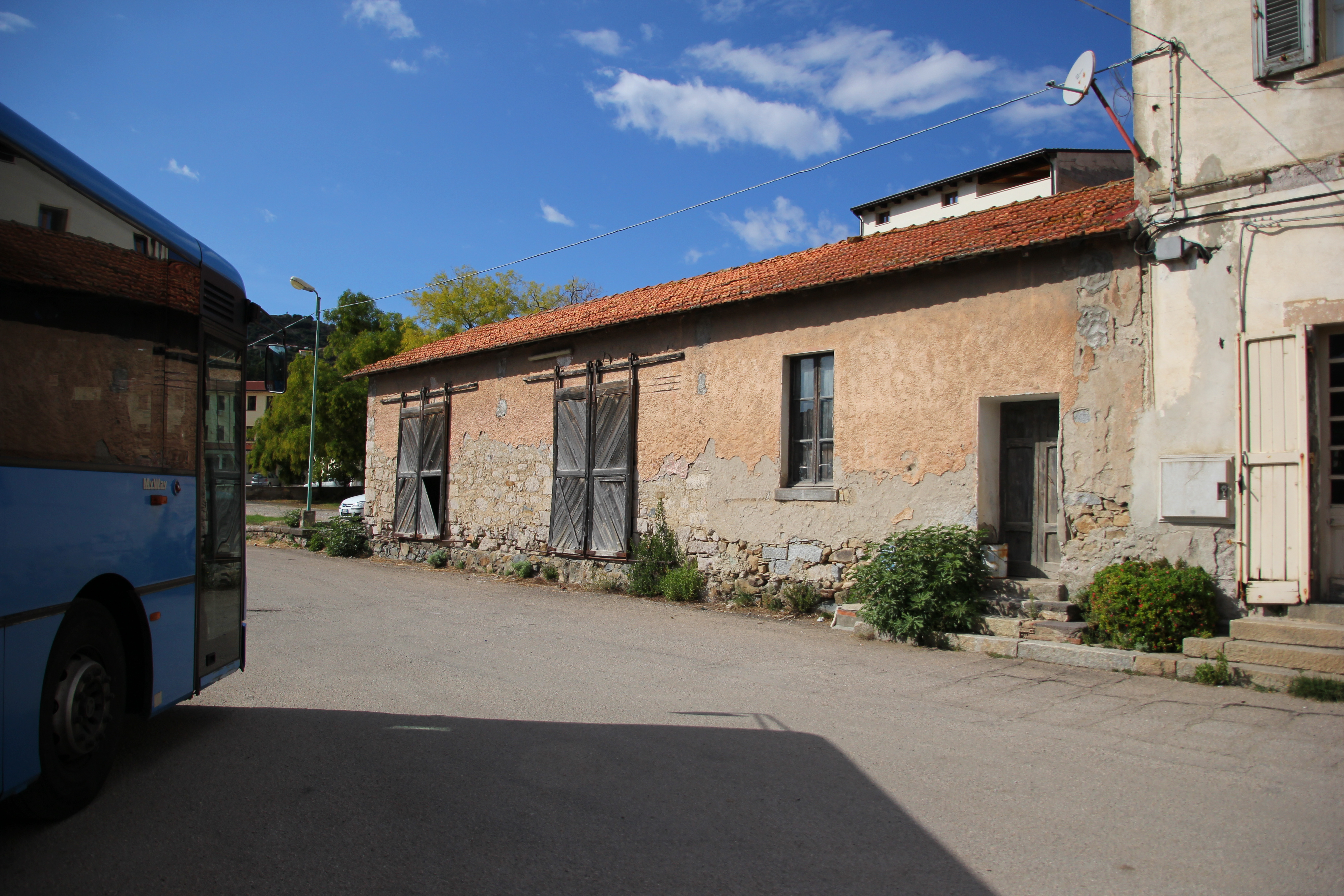
Il magazzino merci della stazione

Il binario uno era invece dotato di due prolungamenti: uno terminante nei pressi dell'intersezione con la SS 128 in direzione Chilivani, mentre in direzione Tirso il tronchino terminava subito dopo la piattaforma girevole di cui era dotata la stazione. Da questo binario erano inoltre accessibili gli altri tre binari dell'impianto, tutti tronchini il cui ingresso era possibile procedendo in direzione ovest: nei pressi della piattaforma girevole si trovava lo scambio d'ingresso all'area rimesse, i cui locali (ancora utilizzati per gli autobus ARST) erano attrezzati con due binari d'accesso. Nella parte ovest dell'impianto un ulteriore tronchino aveva origine dal primo binario servendo il locale scalo merci, il quale si componeva anche di un magazzino con annesso piano caricatore (entrambi ancora presenti), parzialmente coperto in passato da una tettoia lignea.

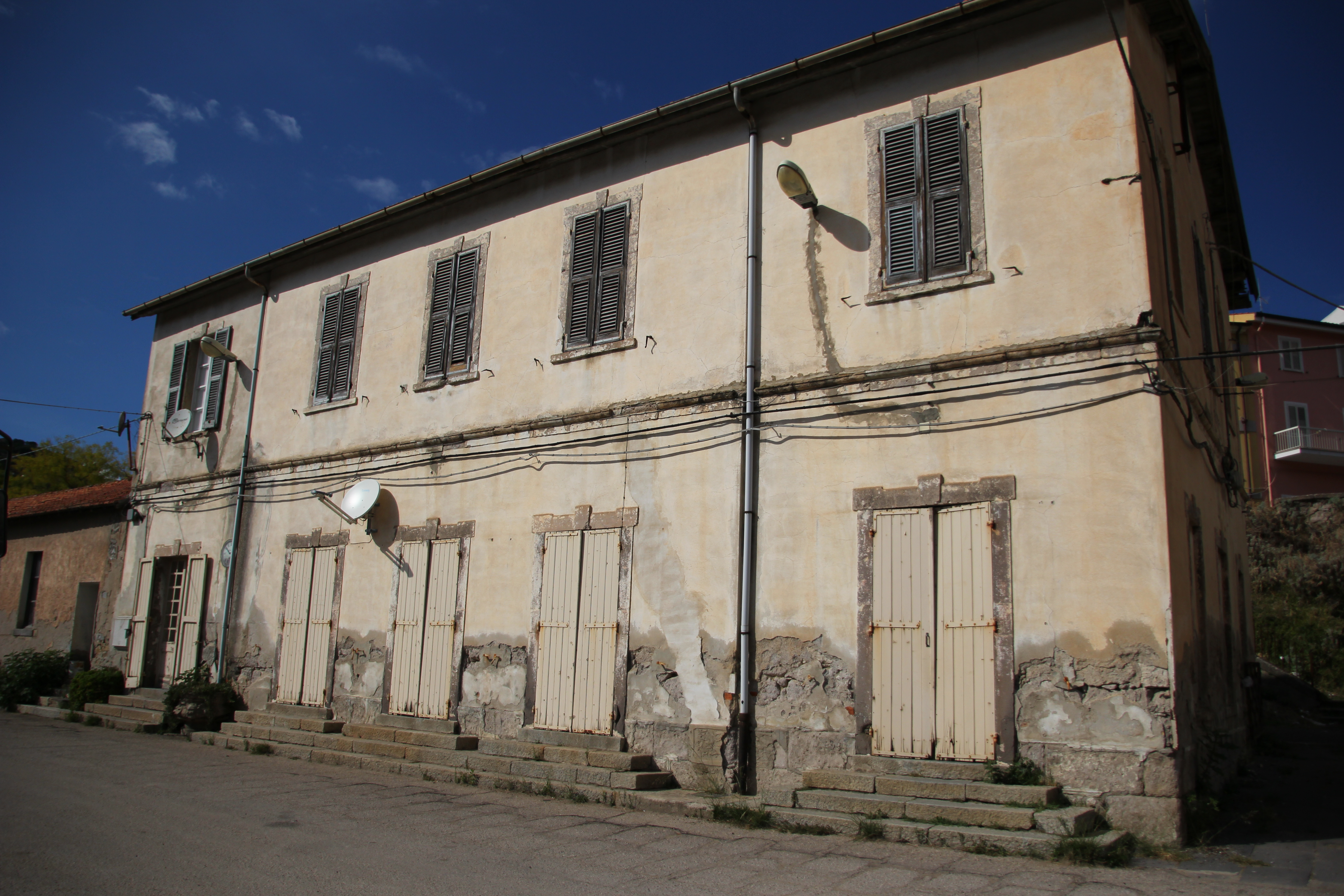
L'ex fabbricato viaggiatori, ospitante alcuni uffici del servizio di autolinee dell'ARST

Adiacente all'ex magazzino merci è situato quel che era il fabbricato viaggiatori, della tipologia di prima classe delle SFSS: si tratta di una costruzione a due piani più tetto a falde in laterizi, avente pianta rettangolare con cinque luci per piano sui lati maggiori e tre sui minori; in tale edificio era ospitato anche il locale Dirigente Movimento durante l'epoca in cui la ferrovia era attiva. Tra questo edificio e il deposito locomotive era situato un ulteriore fabbricato, a tre piani, ospitante in origine il ristorante dell'impianto e successivamente degli alloggi per il personale. Sempre in questa zona si trova la costruzione che ospitava i servizi igienici.

## Movimento
La stazione fu chiusa al servizio ferroviario il 31 dicembre 1969, sino a quel momento era servita dai treni delle SFSS ed in seguito delle FCS che la collegavano con la stazione di Chilivani e con quelle poste lungo il tragitto verso lo scalo di Tirso.

## Servizi

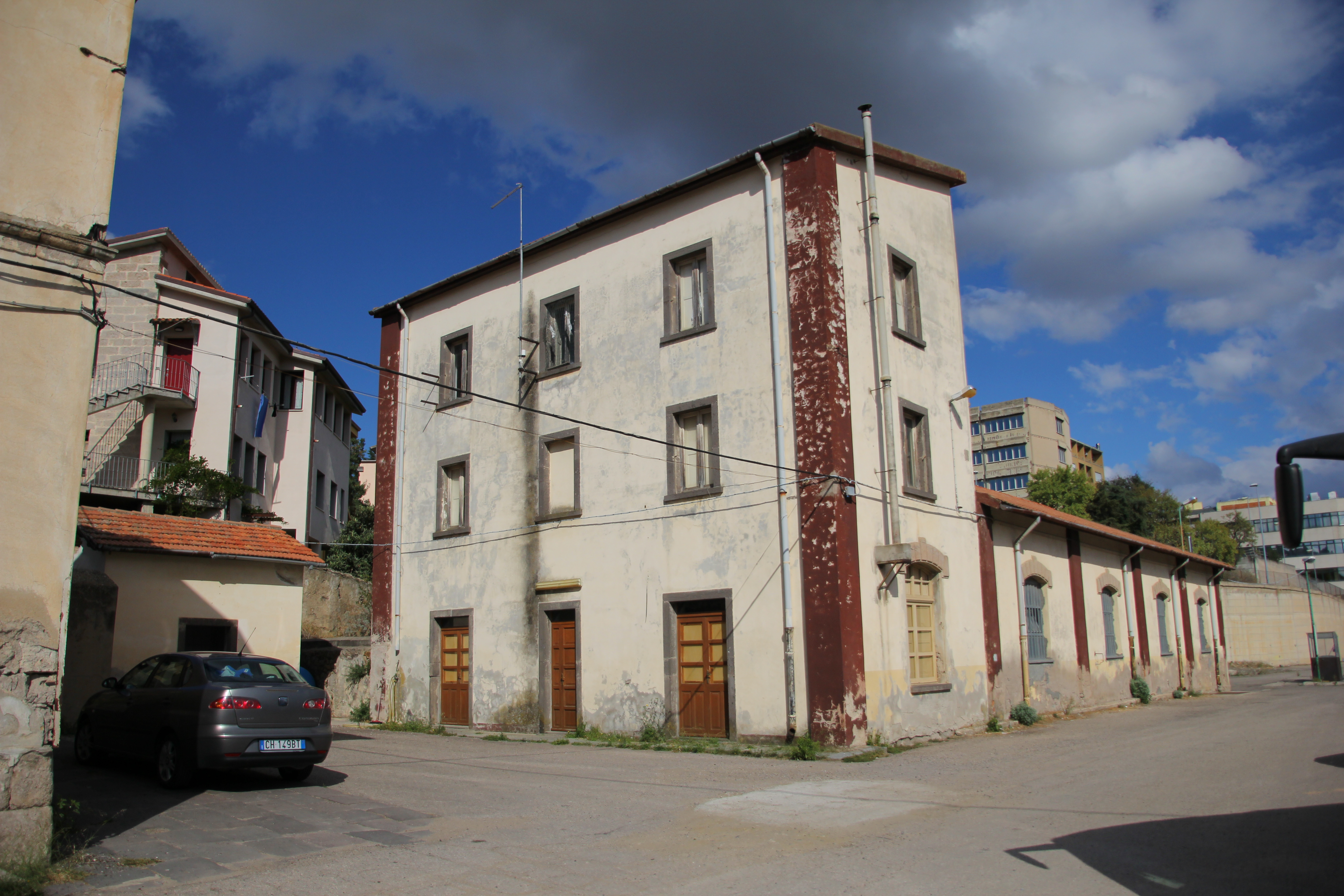
L'edificio che ospitava il ristorante presente nell'impianto

Durante il periodo di attività ferroviaria nell'impianto erano presenti diversi servizi all'utenza, tra cui una biglietteria a sportello, una sala d'attesa e le ritirate. In origine in uno degli edifici della stazione era presente anche un ristorante. 
- Biglietteria a sportello
- Sala d'attesa
- Servizi igienici
- Ristorante